# Staurothele lecideoides
Staurothele lecideoides är en lavart som beskrevs av B. de Lesd. Staurothele lecideoides ingår i släktet Staurothele och familjen Verrucariaceae.   Inga underarter finns listade i Catalogue of Life.